# Bristol Brabazon
El Bristol tipo 167 Brabazon fue un prototipo de aeronave comercial. Se diseñó para cubrir rutas trasatlánticas entre el Reino Unido y Estados Unidos.  Recibió el nombre de Brabazon en honor al Comité Brabazon y quien lo presidía, Lord Brabazon de Tara, que habían desarrollado las especificaciones para las que se diseñó este avión.

## Orígenes
En plena Segunda Guerra Mundial, el Reino Unido concentra sus esfuerzos en el desarrollo de aeronaves caza, mientras que los estadounidenses producían aeronaves de transporte como los DC-3, DC-4 y C-69.
Con ello al llegar el fin de la guerra, los británicos quedan desplazados de poder competir en el diseño y producción de aeronaves comerciales, limitándose a la simple reconversión de bombarderos pesados como los Avro Lancaster. A pesar de ello el Comité Barbazon, emitió entre 1943 y 1945 dos reportes con especificaciones de hasta cinco tipos de aeronaves:
- Tipo I: Aeronave de gran tamaño para vuelos trasatlánticos. Especificación del Ministerio del Aire 2/44.
- Tipo IIA: Aeronave bimotor para destinos regionales (corto alcance), alimentador de rutas. Especificación 25/43.
- Tipo IIB: Aeronave para uso del nuevo motor turbohélice correspondiente a especificación 8/46 de Ministerio del Aire.
- Tipo III: Aeronave alcance medio para rutas del imperio, con varias escalas. Especificación 6/45 del Ministerio del Aire.
- Tipo IV: Aeronave de alcance medio con propulsión jet. Especificación 22/46
- Tipo VA: Aeronave de alcance medio con posibilidad de crecimiento. Especificación 18/44 del Ministerio del Aire.
- Tipo VB: Aeronave de tipo pequeño a partir de la especificación 26/43.

Bristol Aeroplane, solicita la adaptación de la propuesta de bombardero hacia una aeronave comercial que cumpliera con el Tipo I, especificaciones de una aeronave de tamaño grande para rutas trasatlánticas. Inicialmente designado como Tipo 167, la aeronave propuesta contaba con un gran fuselaje de 8 m de diámetro, con dos cubiertas de pasajeros y grandes lujos para el viaje. Para propulsarlo se proponía el uso de 8 motores Bristol Centaurus XX, en arreglo de 2, propulsando un juego de hélices contrarrotatorias; los motores se ubicarían al interior del ala, con nacelas para el ingreso de aire.
Bristol envía la propuesta Tipo 167 para cumplir la especificación del Ministerio del Aire 2/44; seguido de un breve periodo de evaluación, un contrato para la construcción de dos prototipos, fue entregada a la empresa.

## Desarrollo
Para la época era uno de los aeroplanos más grandes nunca antes construido, con dimensiones que alcanzaban aeronaves como el Airbus A320, sin embargo, no se tenía las capacidades existentes en la década de 1980, y solamente podía acomodar a 100 pasajeros.
Lamentablemente no fue capaz de atraer interesados para su compra, pues los costos que ofrecía por distancia de vuelo eran muy altos.

## Especificaciones (Mk.I)

### Características generales
- Tripulación: 6 a 12 tripulantes
- Capacidad: 100 pasajeros
- Longitud: 54 m (177,2 ft)
- Envergadura: 70,1 m (230 ft)
- Altura: 15,3 m (50,2 ft)
- Superficie alar: 494 m² (5317,5 ft²)
- Perfil alar: Raíz T.P.4 / Punta T.P.5
- Peso vacío: 65 816 kg (145 058,5 lb)
- Peso máximo al despegue: 131 542 kg (289 918,6 lb)
- Planta motriz: 8× Bristol Centaurus XX motor radial 18 cilindros doble estrella refrigerado por aire.
  - Potencia: 1980 kW (2730 HP; 2692 CV) cada uno.
- Hélices: 1× hélice tripala Rotol, de velocidad variable por motor.
- Diámetro de la hélice: 4,9 m

En la foto se observa palas contrarrotatorias

### Rendimiento
- Velocidad nunca excedida (Vne): 480 km/h (298 MPH; 259 kt) a 7 620 m
- Velocidad crucero (Vc): 400 km/h (249 MPH; 216 kt) a 7 620 m
- Alcance: 8900 km (4806 nmi; 5530 mi)
- Techo de vuelo: 7600 m (24 934 ft)
- Régimen de ascenso: 3,8 m/s
- Carga alar: 260 kg/m² (53,3 lb/ft²)
- Potencia/peso: 0,12 kW/kg

- Datos: Q917893
- Multimedia: Bristol Brabazon / Q917893